# Vitão (EP)
Vitão é o EP de estreia do cantor brasileiro Vitão. Seu lançamento ocorreu em 8 de março de 2019. O primeiro single do EP, "Café", foi lançado em 8 de março de 2019 junto com o clipe.

## Singles
O primeiro single, "Café", foi lançado em 8 de março de 2019, fazendo Vitão entrar pela primeira vez no Top 50 do Spotify Brasil.

## Lista de faixas
Lista de faixas adaptadas do Google Play Música.
| N.º            | Título                          | Compositor(es)                                                                                          | Duração |  |
| 1.             | "Café"                          | Vitão / Los Brasileiros                                                                                 | 3:10    |  |
| 2.             | "Caderninho"                    | Vitão                                                                                                   | 3:40    |  |
| 3.             | "Tá Foda"                       | Vitão / André Vieira / Marcelinho Ferraz / Pedro Breder / David Wesley / Pedro Dash / Wallace Alexandre | 3:09    |  |
| 4.             | "Embrasa" (part. Luccas Carlos) | Vitão / Luccas Carlos / Marcelinho Ferraz / Pedro Dash                                                  | 4:03    |  |
| 5.             | "Te Liguei"                     | Vitão / Marcelinho Ferraz / Pedro Dash / Dan Valbusa / Douglas Justo                                    | 3:54    |  |
| Duração total: | Duração total:                  | Duração total:                                                                                          | 17:58   |  |